# 色部長實
色部長實，戰國時代及安土桃山時代的武將。上杉氏家臣。越後國岩船郡小泉庄平林村（新潟縣村上市平林）的平林城主。後改名為長真。

## 生涯
天文22年（1553年）出生，為越後長尾氏（上杉氏）重臣色部勝長的兒子，父親死後由兄長色部顯長繼承家督，但因體弱多病，於天正4年（1576年）隱居，改由長實繼承家督成為色部氏當主，仕於上杉謙信。
天正6年（1578年）謙信死後爆發御館之亂，長實支持上杉景勝，而與上杉景虎對抗。之後成為景勝的家臣。天正9年（1581年）爆發新發田重家之亂，雖然正室為重家的妹妹，但仍支持景勝並協助討平亂事。天正16年（1588年）跟隨景勝上洛面謁豐臣秀吉，與直江兼續、須田滿親等獲賜豐臣姓。
天正18年（1590年）爆發仙北一揆，依照秀吉命令鎮守出羽國平鹿郡大森城，與大谷吉繼共同鎮壓叛亂，屢獲軍功。
天正20年（1592年），秀吉開始向朝鮮出兵，跟隨景勝前往肥前國名護屋城的路上發病，獲准許歸國養病，在京都伏見療養，但由於沒有起色，於同年8月17日（9月22日）向大石綱元及木戶元齋交代後事，死後色部家可以依賴直江兼續，希望迎娶兼續的次女作為兒子龍松丸（光長）之妻，女兒也能成為兼續養子之妻。
9月10日（10月15日）病死。享年40。家督由嫡子光長繼承。